# Колесник Раїса Самсонівна
Раї́са Самсо́нівна Коле́сник (8 лютого 1939, Буринь, Сумська область) — українська оперна, камерна співачка, лірико-колоратурне сопрано. Народна артистка Української РСР (1972). Депутатка Верховної Ради УРСР 9—10-го скликань.

## Біографічні відомості
Народилася 1939 року в місті Буринь Сумської області. На конкурсі самодіяльності її талант розгледів Григорій Верьовка, після чого, не знаючи нотної грамоти, була прийнята в Київську консерваторію імені П. Чайковського.
1964 року закінчила Київську державну консерваторію імені Чайковського, клас Марії Едуардівни Донець-Тессейр.
1964 року стала солісткою Донецького державного академічного російського театру опери і балету, виконувала партії Марфи, Іоланти, Джильди, Віолетти, Мікаели, Лакме, Оксани і опери «Запорожець за Дунаєм», Єлизавети в опері Мейтуса «Ярослав Мудрий» та інші. Також виступала як концертна співачка. Член КПРС з 1969 року.
1972 року удостоєна звання народної артистки УРСР.
З 1980 року викладала в Донецькій консерваторії, завідувала кафедрою академічного співу нині Донецької державної музичної академії ім. С. С. Прокоф'єва, викладачка вищої школи, професорка.
Учні
- Ірина Беспалова-Примак — співачка (сопрано), актриса Київського театру оперети, заслужена артистка України.

Звання та нагороди
- народна артистка УРСР (1972)
- орден Трудового Червоного Прапора
- орден «Знак Пошани»